# Graphite Peak
Graphite Peak är en bergstopp i Antarktis. Den ligger i Östantarktis. Nya Zeeland gör anspråk på området. Toppen på Graphite Peak är 3 288 meter över havet.
Terrängen runt Graphite Peak är kuperad österut, men västerut är den bergig. Trakten är obefolkad. Det finns inga samhällen i närheten.